# COVID-19 в Андорре
Пандемия COVID-19 достигла Андорры 2 марта 2020 года. Первым пациентом стал 20-летний мужчина, который вернулся в страну из Милана, Италия. При общей численности населения 77 543 человека (по состоянию на 31 декабря 2019 года) 26 апреля уровень заболеваемости составлял 1 случай на 105 жителей, а показатель смертности — 1 случай на 1 939 жителей.

## Общие сведения
12 января 2020 года Всемирная организация здравоохранения (ВОЗ) подтвердила, что новый коронавирус стал причиной респираторного заболевания в группе людей в городе Ухань (провинция Хубэй, Китай), о котором ВОЗ узнала 31 декабря 2019 года.
Летальность от COVID-19 намного ниже, чем у SARS, пандемия которого произошла в 2003 году, однако заразность нового заболевания намного выше, что приводит к повышенной смертности.

## Действия правительства
Правительство приказало закрыть школы начиная с 16 марта. Кроме того, все запланированные правительством культурные мероприятия были отменены. В своем выступлении 13 марта глава правительства (премьер-министр) Хавьер Эспот объявил, что все государственные учреждения будут закрыты на две недели, за исключением тех, которые предоставляют товары первой необходимости, а также автозаправочные станции и аптеки. На следующий день празднование Дня Конституции было отменено. Кроме того, было ограничено пересечение государственной границы, людям разрешалось выезжать только по состоянию здоровья, для перевозки товаров, для людей, которые постоянно живут за границей. Продажа табака и алкоголя туристам была запрещена, а количество, разрешенное для продажи гражданам и жителям Андорры, было ограничено.
16 марта Эспот приказал прекратить работу с высокой степенью риска как минимум на восемь дней, а государственное управление будет сокращено до минимального уровня, чтобы избежать краха системы здравоохранения. Тем временем правительство начало работать над правовыми мерами по управлению состояниями тревоги и чрезвычайного положения, предусмотренными в Конституции, но никогда не разработанными ни в каких законах.
Правительство закупило тесты на антитела стоимостью 1,5 миллиона евро. Хотя тесты не будут обязательными, возможность доказать, что у человека есть антитела, может дать им доступ к менее ограничительным мерам.

## Хронология

### Март
2 марта Андорра подтвердила свой первый случай коронавируса. Это 20-летний мужчина, который вернулся из Милана. Проведенные тесты показали инфекцию, и он остался в больнице для дальнейших тестов, его непосредственный круг общения будет контролироваться, говорится в заявлении правительства. Он был выписан 8 марта.
12 марта был подтвержден второй случай. Это 87-летняя женщина, дочь которой является учителем. Исполнительный совет правительства Андорры объявил о закрытии всех школ с 16 марта.
13 марта Хавьер Эспот объявил в специальном публичном выступлении, что все государственные учреждения, за исключением основных магазинов, аптек и заправочных станций, будут закрыты на две недели.
14 марта акты 27-го дня Конституции не были выполнены после приостановления Генеральным Советом.
15 марта было объявлено, что в Андорре было четыре новых активных случая, в общей сложности 6 случаев (5 из них были активными в то время). Все четыре человека, заразившихся вирусом, были в контакте с 87-летней женщиной.
16 марта премьер-министр распорядился закрыть всю строительную и промышленную деятельность, поскольку число случаев заболевания коронавирусом составило 14 после роста на 9 в день с наибольшим числом зарегистрированных случаев.
17 марта число случаев возросло до 39. Сокнязь Жоан Энрик Вивес-и-Сисилья обратились со специальным телевизионным посланием, призывающим к спокойной благодарности и сотрудничеству между всеми.
22 марта 88-летний мужчина стал первой подтверждённой смертью в стране, число случаев заболевания возросло до 112.
24 марта была подтверждена третья смерть.
29 марта министр здравоохранения объявил, что 80 из активных случаев были медицинскими работниками. Кроме того, Куба направила 27 медсестёр и 12 врачей для помощи сотрудникам SAAS.

### Апрель
11 апреля 79-летний пациент был переведен в отделение интенсивной терапии больницы Nostra Senyora de Meritxell.
К 20 апреля тридцать шесть человек скончались от коронавируса в Андорре.